# Carme (mitologia)

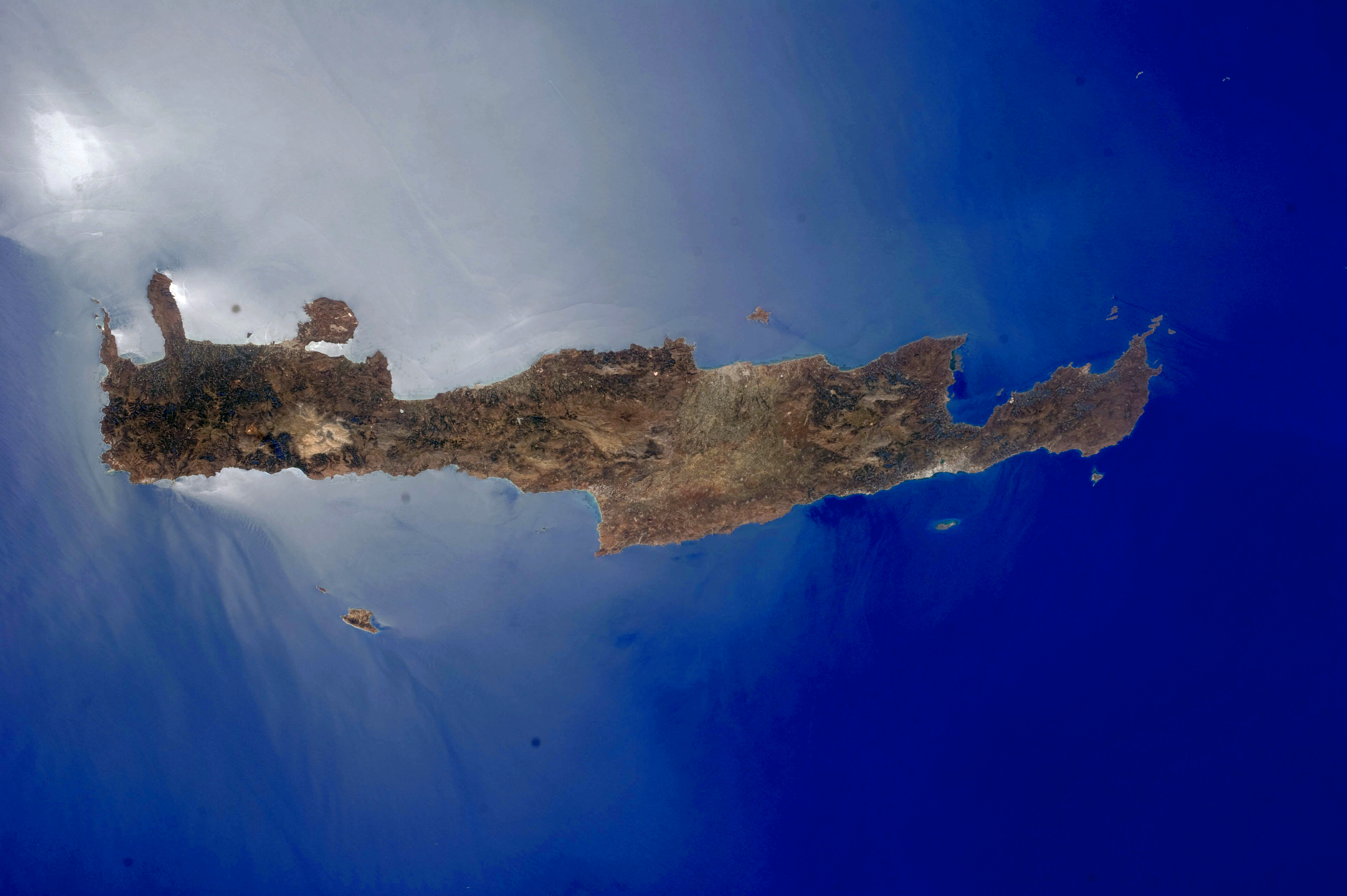
El mite de Carme va sorgir a Creta

Carme és la forma llatinitzada de la paraula grega Κάρμη (Karmê, «la qui compateix»), i és també un personatge de la mitologia grega.

## Llegendes
Segons algunes llegendes Carme era una nimfa que habitava l'illa de Creta i que era venerada pels seus habitants com a protectora de la collita de cereals abans d'introduir el culte de la deessa grega Demèter. Els grecs també la van instaurar dins del seu panteó de déus Olímpics i van escriure que havia tingut amors amb Zeus, relació de la qual va néixer Britomartis, una caçadora virginal també anomenada Diktinna, la qual va donar a llum a Khaino.
En algunes versions Carme era filla de Fènix i de Cassiopea; però en altres era filla d'Eubul, un heroi cretenc. Aquestes contradiccions sobre Carme formen part de la mescla entre la civilització minoica, de la qual va sorgir, i la posterior cultura micènica.